# Cyphopterum occidentale
Cyphopterum occidentale är en insektsart som beskrevs av Lindberg 1954. Cyphopterum occidentale ingår i släktet Cyphopterum och familjen Flatidae. Inga underarter finns listade i Catalogue of Life.